# Катайськ
Ката́йськ (рос. Катайск) — місто, центр Катайського району Курганської області, Росія. Адміністративний центр та єдиний населений пункт Катайського міського поселення.
Населення — 11,7 тис. осіб (2024; 14003 у 2010, 15836 у 2002).

## Катайська катастрофа
18 лютого 1952 року на околиці міста стався вибух залізничного вагона, завантаженого вибуховою речовиною вагою 18 тонн. З 13 солдатів охорони загинуло 6 осіб, загинув вагонний майстер, пожежний розрахунок з 5 осіб та 2 особи цивільних. Залишилася лійка, глибина якої сягає 6 метрів, а довжина — 75 метрів.